# Dale County
Das Dale County ist ein County im Bundesstaat Alabama der Vereinigten Staaten. Der Verwaltungssitz (County Seat) ist Ozark.

## Geographie
Das County liegt fast im äußersten Südosten von Alabama, ist jeweils etwa 40 km von Florida und Georgia entfernt und hat eine Fläche von 1457 Quadratkilometern, wovon vier Quadratkilometer Wasserfläche sind. Es grenzt im Uhrzeigersinn an folgende Countys: Barbour County, Henry County, Houston County, Geneva County, Coffee County und Pike County.

## Geschichte
Dale County wurde am 22. Dezember 1824 gebildet. Benannt wurde es nach General Samuel Dale (1772–1841), einem Pionier und Scout im Creek-Krieg von 1813/14. Er spielte eine wichtige Rolle bei der Herausbildung von Alabama, in dessen State Legislature er mehrere Jahre lang Abgeordneter war, aus dem Mississippi-Territorium und errang den Ruf eines Volkshelden, was ihm den Spitznamen „Daniel Boone von Alabama“ einbrachte. Erste Bezirkshauptstadt wurde Daleville, ab 1843 Newton und 1870 wurde dies schließlich Ozark. Das Gerichtsgebäude wurde 1869 und 1884 jeweils durch ein Feuer zerstört. In den Jahren 1841, 1868 und 1903 wurde Dale zugunsten anderer benachbarter Countys verkleinert.
Im Jahr 1936 kaufte die Farm Security Administration zur Unterstützung der Kleinbauern knapp 13000 Hektar Land mit mageren Böden an der Westgrenze des Countys auf und richtete dort ein Naturschutzgebiet ein. Die Farmer wurden dann auf ertragreichere Nutzflächen umgesiedelt, während die Works Progress Administration die Flächen wieder aufforstete und 1940 den künstlichen See Tholocco anlegte. Im Januar 1942 ging das als Bear Farm bekannte Areal an die United States Army über, die es als militärisches Übungsgelände nutzte. Daraus entstand das heutige Fort Rucker.
In die internationale Presse gelangte das County im Jahr 2013, als die mehrtägige Geiselnahme in Midland City stattfand.

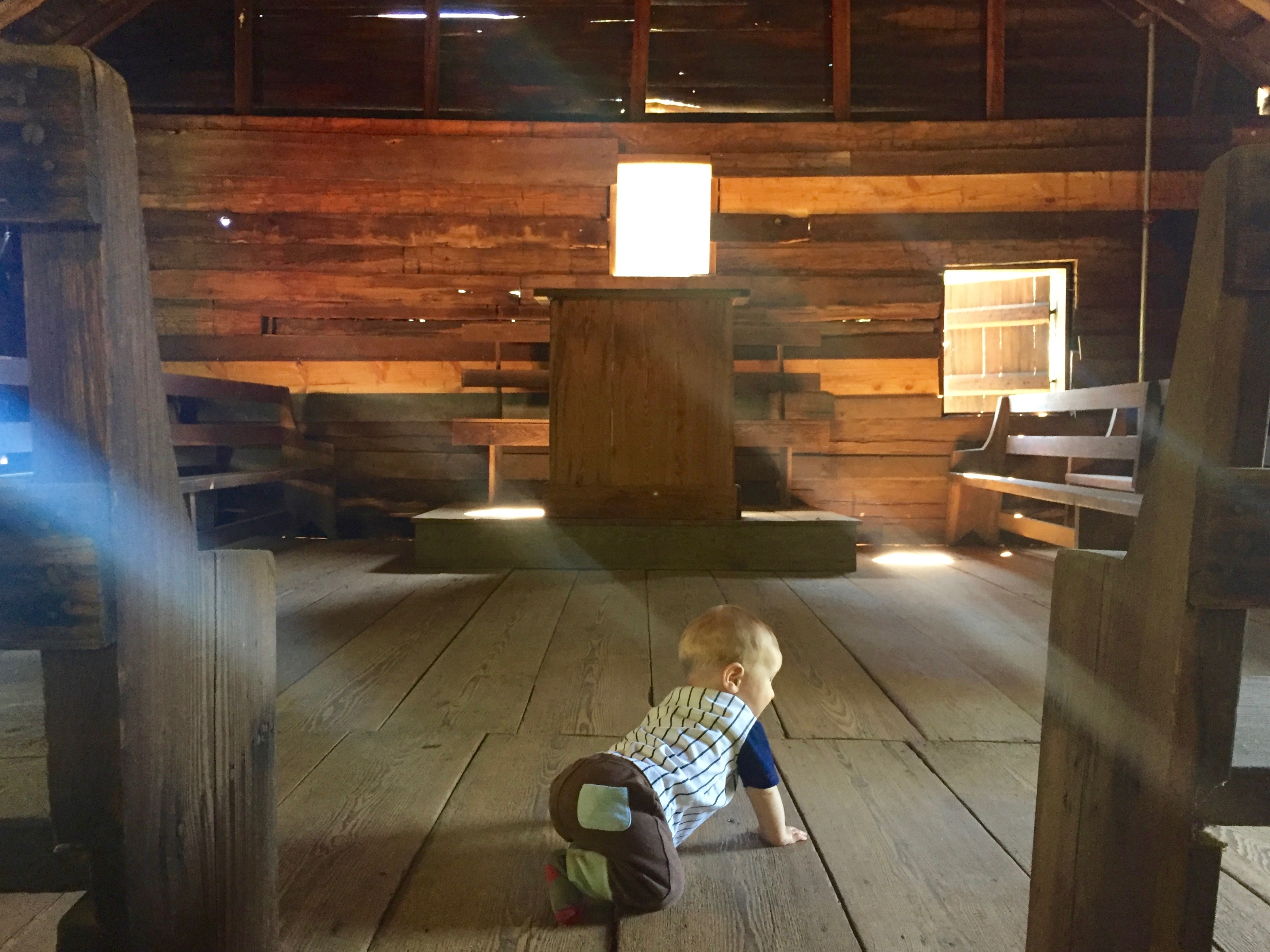
Claybank Log Church (2016)

Vier Bauwerke im County sind im National Register of Historic Places (NRHP) eingetragen (Stand 1. April 2020), darunter die Claybank Log Church, das J. D. Holman House und das Oates-Reynolds Memorial Building.

## Demographische Daten

Alterspyramide des Dale County

Nach der Volkszählung im Jahr 2000 lebten im Dale County 49.129 Menschen. Davon wohnten 1.665 Personen in Sammelunterkünften, die anderen Einwohner lebten in 18.878 Haushalten und 13.629 Familien. Die Bevölkerungsdichte betrug 34 Einwohner pro Quadratkilometer. Ethnisch betrachtet setzte sich die Bevölkerung zusammen aus 74,40 Prozent Weißen, 20,40 Prozent Afroamerikanern, 0,60 Prozent amerikanischen Ureinwohnern, 1,10 Prozent Asiaten, 0,15 Prozent Bewohnern aus dem pazifischen Inselraum und 1,30 Prozent aus anderen ethnischen Gruppen; 2,20 Prozent stammten von zwei oder mehr Ethnien ab. 3,40 Prozent der Bevölkerung waren spanischer oder lateinamerikanischer Abstammung.
Von den 18.878 Haushalten hatten 36,0 Prozent Kinder und Jugendliche unter 18 Jahren, die bei ihnen lebten. In 55,0 Prozent lebten verheiratete, zusammen lebende Paare, 13,6 Prozent waren allein erziehende Mütter, 27,8 Prozent waren keine Familien, 24,3 Prozent aller Haushalte waren Singlehaushalte und in 8,8 Prozent lebten Menschen im Alter von 65 Jahren oder darüber. Die Durchschnittshaushaltsgröße betrug 2,50 und die durchschnittliche Familiengröße betrug 3,0 Personen.
26,6 Prozent der Bevölkerung waren unter 18 Jahre alt, 9,6 Prozent zwischen 18 und 24, 30,3 Prozent zwischen 25 und 44, 21,8 Prozent zwischen 45 und 64 und 11,8 Prozent waren 65 Jahre oder älter. Das Durchschnittsalter betrug 34 Jahre. Auf 100 weibliche Personen kamen 98,3 männliche Personen und auf Frauen im Alter von 18 Jahren und darüber kamen 95 Männer.
Das jährliche Durchschnittseinkommen eines Haushalts betrug 32.000 USD, das Durchschnittseinkommen einer Familie 37.800 USD. Männer hatten ein Durchschnittseinkommen von 29.840 USD, Frauen 20.000 USD. Das Prokopfeinkommen betrug 16.000 USD. 12,6 Prozent der Familien und 15,0 Prozent der Einwohner lebten unterhalb der Armutsgrenze.

## Orte im Dale County
- Arguta
- Ariton
- Asbury
- Barefield Crossroads
- Barnes
- Beamon
- Bells Crossroads
- Bertha
- Browns Crossroad
- Clayhatchee
- Clopton
- Daleville
- Dill
- Dillard
- Dothan
- Dykes Crossroad
- Echo
- Enterprise
- Ewell
- Five Points
- Gerald
- Grimes
- Kelly
- Level Plains
- Lewis
- Mabson
- Marley Mill
- Midland City
- Napier Field
- Newton
- Ozark
- Pinckard
- Plainview
- Roberts Crossroads
- Rocky Head
- Skipperville
- Snells Crossroads
- Snow Hill
- Sylvan Grove
- Waterford